# Вало Марино (Козенца)
Вало Марино је насеље у Италији у округу Козенца, региону Калабрија.
Према процени из 2011. у насељу је живело 49 становника. Насеље се налази на надморској висини од 392 м.